# Rexpoëde
Rexpoëde là một xã ở trong tỉnh Nord ở miền bắc nước Pháp. Xã này có diện tích 13,37 km², dân số năm 1999 là 1885 người. Xã nằm ở khu vực có độ cao trung bình 20 mét trên mực nước biển.
It is 15 km (9,3 mi) southeast of Dunkirk.